# 兴海街道 (海城市)
兴海街道，是中华人民共和国辽宁省鞍山市海城市下辖的一个乡镇级行政单位。2019年12月，撤销验军街道，下辖的15个社区成建制划入兴海街道。

## 行政区划
兴海街道下辖以下地区：
兴源社区、永强社区、西关社区、安铭社区、站前社区、永安社区、钢铁社区、前教社区、后教社区、东尚社区、西尚社区、郭家社区、苏家社区、团山社区和少管所社区。